# Хлороводоник
Хлороводоник (HCl) је најважније једињење хлора. Индустријски се добија дејством концентроване сумпорне киселине на натријум хлорид.
На нижој температури добија се натријум−хидроген−сулфат (NaHSO4), а на вишој температури натријум−сулфат (Na2SO4).
{\displaystyle NaCl+H_{2}SO_{4}\rightarrow NaHSO_{4}+HCl}

{\displaystyle NaHSO_{4}+NaCl\rightarrow Na_{2}SO_{4}+HCl}
Хлороводоник је безбојан гас, оштрог мириса и киселог укуса. У води се добро раствара (једна запремина воде раствара 500 запремина HCl-а). Водени раствор HCl−а се назива хлороводонична киселина. То је једна од најјачих киселина. Соли се називају хлориди.